# Id Tech 5
Az id Tech 5 az id Software által fejlesztett videójáték-motor, amely az id Tech-sorozat ötödik része. A motort először 2007-ben az Apple által szervezett WWDC-n mutatta be John Carmack egy nyolc magos Macintosh gépen, habár a demó csak egy magot és egy egy-végrehajtású szálas OpenGL-t használt egy 512 MB-os NVidia Quadro 7000 videokártyával együtt.
Az motort már 2007-ben bemutatták az E3-on, viszont ezt a közönség nem láthatta, csupán a potenciális licencelők. Az első közönségnek is bemutatott demonstráció a 2007-es QuakeCon rendezvényen volt, ami alatt John Carmack tartott egy egyórás eszmefuttatást. A motor az id új játékainak lesz a motorja, mégpedig a Rage-nek és a Doom 4-nek.
Egy interjúban John Carmack jelezte, hogy az id Tech 5 nyílt forráskódú motor lesz, de valószínűleg ez már évekkel az id Tech 5 motorra épülő játékok megjelenése után lesz, ahogy az a cégnél lenni szokott. 2007-ben a QuakeCon-on Carmack azt mondta a LinuxGames-nek, hogy amennyire csak lehet saját szoftverré is kibővíti az id Tech 5-ot, mert végül is a motor nyílt forráskódú lesz, továbbá nem tesznek be majd olyan kódot a motorba, ami miatt később nem lehetne nyílt forráskódúvá tenni azt.

## Jellegzetességek
John Carmack a QuakeCon-on megemlítette a röpke eszmefuttatásában, hogy az id Tech 5 továbbra is OpenGL-t fog használni és nem a DirectX 10-et. A motor platformfüggetlen, vagyis lehetővé teszi, hogy más operációs rendszereken vagy akár más konzolokon is a játék ugyan azt a tartalmat adhassa vissza, anélkül, hogy a fejlesztők odafigyelnének a különböző platformok tulajdonságaira. Ez csökkenti a játék fejlesztésének a bonyolultságát az összetett rendszereken.
A demonstrált videójáték-motor 20 GB-nyi textúrával rendelkezik (a fejlettebb MegaTexture-t használva, amivel az egész pályára egyetlen textúrát fektetnek le akár 128000x128000-es felbontásban is) és egy teljesen dinamikusan változékony világgal. Az újdonságok között még egy úgynevezett penumbra (az árnyék kontraszt része) is  helyett kapott a shadow map-ot felhasználva. Ellentétben az id Tech 4 motorral, az árnyékok élesek voltak és nem tartalmaztak kontrasztot, ebben viszont már lesznek kontrasztjai az árnyékoknak. A motor feltehetőleg számos más grafikai effekttel is rendelkezni fog, mint például a különböző anyagú megvilágítás, a nagyfokú dinamikus tartomány renderelésű effektek (HDRR - High Dynamic Range Rendering) és a motion blur. Továbbá szintén támogatja majd a többszálas feldolgozást a processzor segítségével néhány feladatra, beleértve a renderelést, a játék logikai elvét, a mesterséges intelligenciát, a fizikai tulajdonságokat és a hangokat. Kiadnak a motor mellé még egy id Studio nevű szerkesztő csomagot is, amely még jobban megkönnyíti a felhasználók munkáját, viszont csak Windowson lesz elérhető.

## A motort használó játékok
id Tech 5
- Rage (2011) – id Software
- Wolfenstein: The New Order (2014) - Developer(s): MachineGames / Publisher(s): Bethesda Softworks
- Wolfenstein: The Old Blood (2015 ) - Developer(s): MachineGames / Publisher(s): Bethesda Softworks
- The Evil Within (2014) - Tango Gameworks[6]
- Doom 4 (Törölve, Doom (2016) néven valósult meg id Tech 6 motorral) – id Software

id Tech 5 elemeket használók
- Doom 3 BFG Edition (2012)[7][8]